# Tutong (Stadt)

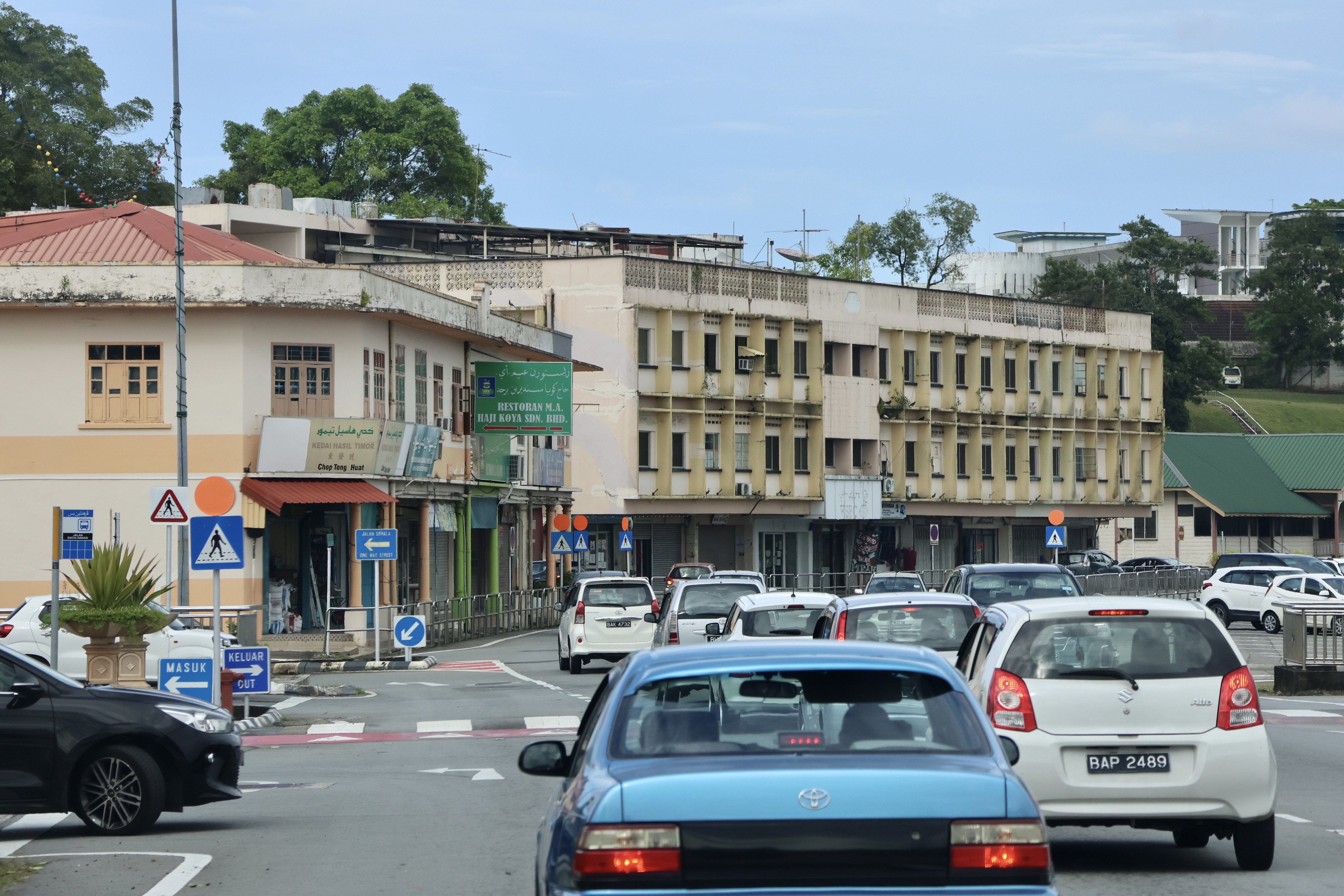
Tutong (2023)

Tutong (auch malaiisch Pekan Tutong, Stadt Tutong) ist eine Stadt in Brunei und der Hauptort des Distrikt (Daerah) Tutong im Rang eines Mukim (Unterdistrikt). Er hat 10.551 Einwohner (Stand: 2016).

## Geographie
Der Ort liegt in der Küstenebene von Brunei. Bei Kampung Panchor Dulit und Kampung Panchor Papan, am Zusammenfluss von Sungai Kelakas und Sungai Birau steigt eine kleine Anhöhe bis auf etwa 40 m an.
Prägend für die Region ist der Sungai Tutong mit seinen Zuflüssen Sungai Kelakas, Sungai Birau und Sungai Bakiau, die südlich des Ortes zusammenmünden. Der Sungai Tutong mäandert von dort weiter nach Südwesten, bis er bei Pantai Seri Kenangan in das Südchinesische Meer mündet.
Das Gebiet des Mukim (Pekan) Tutong grenzt im Osten an Keriam, im Südosten an Kiudang, im Süden an Tanjong Maya und im Westen an Telisai. Im Norden des Ortskernes befindet sich die Kaserne Perkhemahan Tutong. Der Kuala Belait Highway ist die Hauptverkehrsader der Stadt.

## Geschichte
Das Gebiet der heutigen Stadt Tutong wurde 1929 angelegt, als das Sanitary Board gegründet wurde und das Gebiet in dessen Verwaltung als Sanitary Board Area festgelegt wurde. Die Hauptaufgabe des Sanitary Board war die Überwachung der Sauberkeit und die Errichtung der Stadt. 1970 wurde das Board umbenannt in Lembaga Bandaran Tutong (Tutong Municipal Board).

## Verwaltung
Das Tutong Municipal Department (malaiisch Jabatan Bandaran Tutong) verwaltet die Stadt Tutong. Es ist ein Department der Regierung unter dem Ministerium für Innere Angelegenheiten und besteht aus dem Lembaga Bandaran. Verantwortlicher für das Board und damit das Department ist der Pengerusi Lembaga Bandaran (Vorsitzender des Municipal Board). Der Amtsinhaber ist derzeit (2018) Haji Azmi Haji Abdul Rahim. Das Municipal Department hat vor allem die Aufgabe, Steuern zu erheben und Lizenzgebühren und Pacht einzutreiben für Gebiete, die dem Department gehören.
Das Stadtgebiet umfasst 2,4 ha und umfasst auch die Siedlungen Kampong Petani und Bukit Bendera. Kampong Petani und Bukit Bendera sind kampong und werden vom Tutong District Office verwaltet, einem weiteren Department des Ministeriums für Innere Angelegenheiten.

## Bildung
Es gibt nur eine staatliche Grundschule, Muda Hashim Primary School, jedoch drei weitere private Grundschulen: Bakti Dewa School, Chung Hwa School, PERTAMA School. Die Chung Hwa School ist eine von zwei chinesischen Schulen im Distrikt. Die zweite befindet sich in Kiudang.
Drei weiterführende Schulen befinden sich in der Stadt: Muda Hashim Secondary School und Sufri Bolkiah Secondary School sind säkulare Schulen, während die Ma'had Islam Brunei-Schule weiterführende religiöse Bildung bietet mit Arabisch als Hauptunterrichtssprache. Alle Schulen befinden sich in Bukit Bendera.
In der Stadt Tutong gibt es keine Schule die Hochschulreife anbietet. Ein Tutong Sixth Form Centre befindet sich in Bukit Beruang etwa 12 km vom Stadtzentrum entfernt.

## Einrichtungen
Der Kompleks Dewan Kemasyarakatan ist ein Veranstaltungsort für kommunale Veranstaltungen. Im Kompleks und dem angrenzenden Padang wird alljährlich das Ramah Mesra, ein Fest zu Ehren von Hassanal Bolkiah, veranstaltet. Das Fest findet gewöhnlich im Juli in Verbindung mit den Geburtstagsfeierlichkeiten des Sultans statt.
Die Hassanal Bolkiah Mosque ist die einzige Moschee in Tutong und dient auch für die umliegenden kampong, Kampong Panchor Dulit, Kampong Panchor Papan und Kampong Serambangun als religiöses Zentrum.
Der Tutong Sports Complex bietet Sportplätze für unterschiedliche Sportarten.
Kompleks Pasarneka dan Tamu Tutong ist ein wet market (Frischmarkt, auf dem Fleisch und Lebensmittel verkauft werden).